# New Westminster—Coquitlam—Burnaby
Pour les articles homonymes, voir New Westminster (homonymie) et Burnaby (homonymie).
New Westminster—Coquitlam—Burnaby est une ancienne circonscription électorale fédérale de la Colombie-Britannique, représentée de 1997 à 2004.
La circonscription de New Westminster—Coquitlam—Burnaby est créée en 1996 avec des parties de New Westminster—Burnaby et de Port Moody—Coquitlam. Abolie en 2003, elle est distribuée parmi New Westminster—Coquitlam, Burnaby—New Westminster et Burnaby—Douglas.

## Géographie
En 1996, la circonscription de New Westminster—Coquitlam—Burnaby comprenait :
- la cité de New Westminster ;
- une partie de la municipalité de Burnaby, délimitée par la Route transcanadienne, l'avenue Kensington, la route Canada Way, la rue Edmonds et la voie ferrée de la British Columbia Hydro ;
- une partie de la ville de Coquitlam, délimitée par le chemin Gatensbury, l'avenue Foster, la rue Hillcrest, l'avenue Austin, la rue Mundy, la Route transcanadienne et l'avenue Leeder.

## Député
1. 1997-2004 — Paul E. Forseth, AC & PCC

- AC = Alliance canadienne
- PCC = Parti conservateur du Canada